# Abdopus
Genre
Synonymes
- Octopus (Abdopus) Norman & Finn, 2001

Abdopus est un genre de mollusques de la classe des céphalopodes et de l'ordre des octopodes (pieuvres).

## Liste des espèces
Selon World Register of Marine Species (20 juin 2020) :
- Abdopus abaculus (Norman & Sweeney, 1997)
- Abdopus aculeatus (d'Orbigny, 1834)
- Abdopus capricornicus (Norman & Finn, 2001)
- Abdopus guangdongensis (Dong, 1976)
- Abdopus horridus (d'Orbigny, 1826)
- Abdopus tonganus (Hoyle, 1885)
- Abdopus undulatus Huffard, 2007

## Publication originale
- (en) M. D. Norman et J. Finn, « Revision of the Octopus horridus species-group, including erection of a new subgenus and description of two member species from the Great Barrier Reef, Australia », Invertebrate Systematics et Invertebrate Systematics, CSIRO Publishing (d), vol. 15, no 1,‎ 2001, p. 13 (ISSN 1445-5226 et 1447-2600, DOI 10.1071/IT99018, lire en ligne).